# Ștefan cel Mare (okręg Neamț)
Ștefan cel Mare – wieś w Rumunii, w okręgu Neamț, w gminie Ștefan cel Mare. W 2011 roku liczyła 1599 mieszkańców.